# Seleção Alemã-Oriental de Futebol
A Seleção Alemã-Oriental de Futebol representava a Alemanha Oriental nas competições de futebol da FIFA e do COI.

## História
Embora a República Democrática Alemã (nome oficial do país) tenha surgido em 1949, a seleção da Alemanha Oriental fez sua estréia oficial somente em 1952. Participou de apenas uma Copa do Mundo, em 1974, quando fez uma partida histórica contra a então seleção da Alemanha Ocidental e venceu por 1 a 0, gol de Jürgen Sparwasser. A equipe utilizava camisas e meias brancas assim como a seleção ocidental, mas adotou o azul ao invés do preto na cor dos calções. O azul era a cor da juventude do Partido Socialista Unificado da Alemanha. Seu uniforme reserva consistia na combinação inversa ao do principal (camisa azul, calção branco e meias azuis), sendo consagrado ao ser utilizado na vitória sobre a Alemanha Ocidental em 1974, passando a ser posteriormente o uniforme titular. Terminou a competição sexto lugar, tendo sido eliminada pela Seleção Brasileira, derrotada por 1 a 0 na segunda fase, gol de Roberto Rivellino. 
Já nos Jogos Olímpicos teve melhor sorte: ganhou uma medalha de ouro em 1976, uma de prata em 1980 e duas de bronze em 1964 e 1972. Venceu também a Pequena Taça do Mundo (com o nome de Taça Cidade de Caracas) em 1975. Além disso, obteve o 3º lugar no Campeonato Mundial de Futebol Sub-20 de 1987.
Com a reunificação da Alemanha em 1990, a seleção oriental fundiu-se à ocidental. O último jogo da Seleção Alemã-Oriental de Futebol realizou-se em 12 de setembro de 1990 numa partida contra a Seleção da Bélgica em Bruxelas, com uma vitória de 2 a 0 para os alemães orientais, ambos os gols de Matthias Sammer nos últimos 15 minutos de jogo. A partida deveria valer para as Eliminatórias da Eurocopa 1992, mas a reunificação ocorreu durante o sorteio dos grupos e, devido à impossibilidade de remarcar os jogos, os compromissos da Alemanha Oriental foram reorganizados como amistosos. A equipe do último jogo foi: Jens Schmidt (Jens Adler 45 do 2º), Heiko Peschke, Jörg Schwanke, Andreas Wagenhaus e Detlef Schößler; Matthias Sammer (capitão), Jörg Stübner (Stefan Böger 25 do 1º), Dariusz Wosz e Heiko Bonan; Heiko Scholz (Torsten Kracht 40 do 2º) e Uwe Rösler. Treinador: Eduard Geyer.

## Títulos
- Jogos Olímpicos: 1 Medalha de ouro (1976)
- Eurocopa Sub-19: 3 (1965; 1970 e 1986)

### Outros
- Pequena Taça do Mundo: 1 (1975*)
- Torneio Internacional de Malta: 1 (1988)

* Então denominada Taça Cidade de Caracas.

## Campanhas de destaque
- Copa do Mundo: 6º lugar - 1974
- Jogos Olímpicos: medalha de ouro - 1976; medalha de prata - 1980; medalha de bronze - 1964, 1972
- Campeonato Mundial Sub-20: 3º lugar - 1987
- Torneio Internacional de Futebol Sub-20 de L'Alcúdia: 2º lugar - 1989

## Jogadores mais famosos
- Joachim Streich - maior artilheiro e quem mais jogou pela seleção (53 gols em 98 jogos, entre 1968 e 1984).
- Jürgen Sparwasser - autor do gol da vitória histórica da RDA sobre a RFA na Copa do Mundo de 1974.
- Matthias Sammer - autor do último gol da RDA antes da reunificação. Pela seleção da Alemanha reunificada, disputou a Copa do Mundo de 1994 e foi campeão europeu de seleções em 1996.
- Lutz Eigendorf - Embora tenha atuado na seleção alemã-oriental apenas entre 1978 e 1979 marcando apenas 3 gols, tornou-se mais conhecido por morrer em um acidente de carro que ocorreu em circustâncias misteriosas supostamente havendo o envolvimento da Stasi em 1983.